# Cangallo Schule

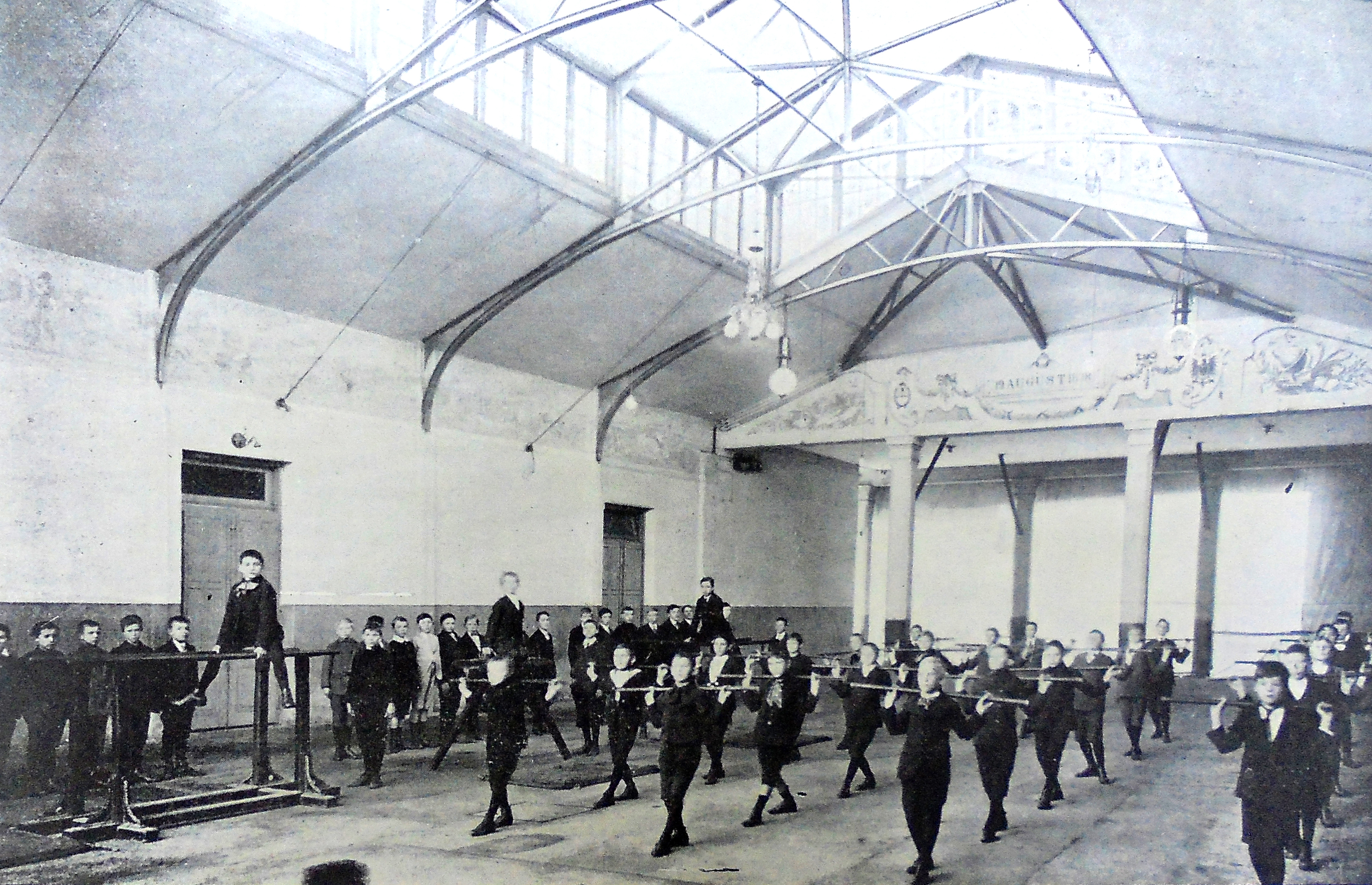
Clase de gimnasia de varones en la Cangallo Schule. Inicios del

La escuela Asociación Escuela Cangallo, más conocida como Cangallo Schule es una escuela pública de gestión privada de Capital Federal de origen alemán, ubicada en el barrio de Once. Se la conoció también como la Deutsche Schule Buenos Aires o en castellano Escuela Alemana de Buenos Aires y también como Escuela Graduada Alemana.
Es destacada por ser una de las pocas escuelas alemanas que no siguió las líneas emanadas desde el gobierno nazi desde 1933 y por lo tanto no fue cerrada cuando Argentina le declaró la guerra a Alemania nazi en 1944. Su nombre actual se debe a que está ubicada en la actual calle Cangallo, actualmente llamada Juan Domingo Perón.

## Historia

### Orígenes

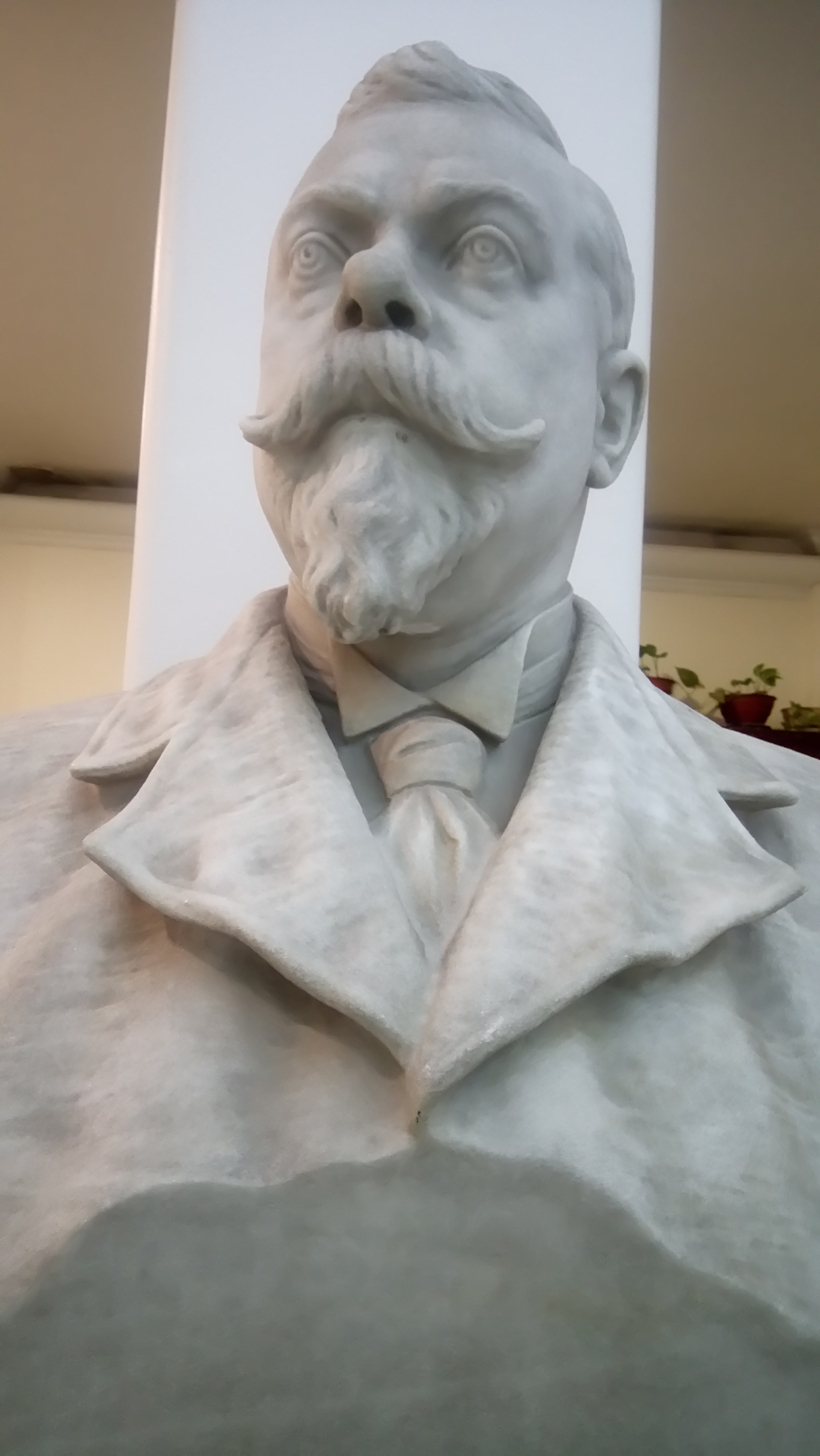
Busto del fundador Max Hopff. Obra del artista alemán Gustav Eberlein. Está ubicado en el hall de entrada de la Cangallo Schule.

La escuela se fundó en 1898.  Un grupo de padres asociados a la entonces Escuela Evangélica Alemana, fundada en el año de 1843, se separó y procedió a fundar una nueva escuela alemana de carácter laico. Al frente del grupo fundador se encontraba Max Hopff, un inmigrante alemán que se dedicaba a la importación y la exportación. Entre los fundadores había austriacos y suizos de habla alemana. Se creó una asociación educativa sin fines de lucro el 19 de agosto de 1898. Al año siguiente comenzaron las clases en una casa alquilada en la calle Cangallo, luego Juan Domingo Perón. La casa inicialmente se alquiló a la viuda de Cullen y posteriormente se adquirió el inmueble. La escuela brindaba un jardín de infantes y educación primaria. La sección secundaria apareció recién a finales de la década de 1950. Entre los miembros fundadores se encontraba Teodoro Alemann, el padre de Ernesto Alemann .El primer rector  de la escuela fue  Greg Katzenstein desde 1898 hasta 1913.  

#### Primeras décadas de existencia

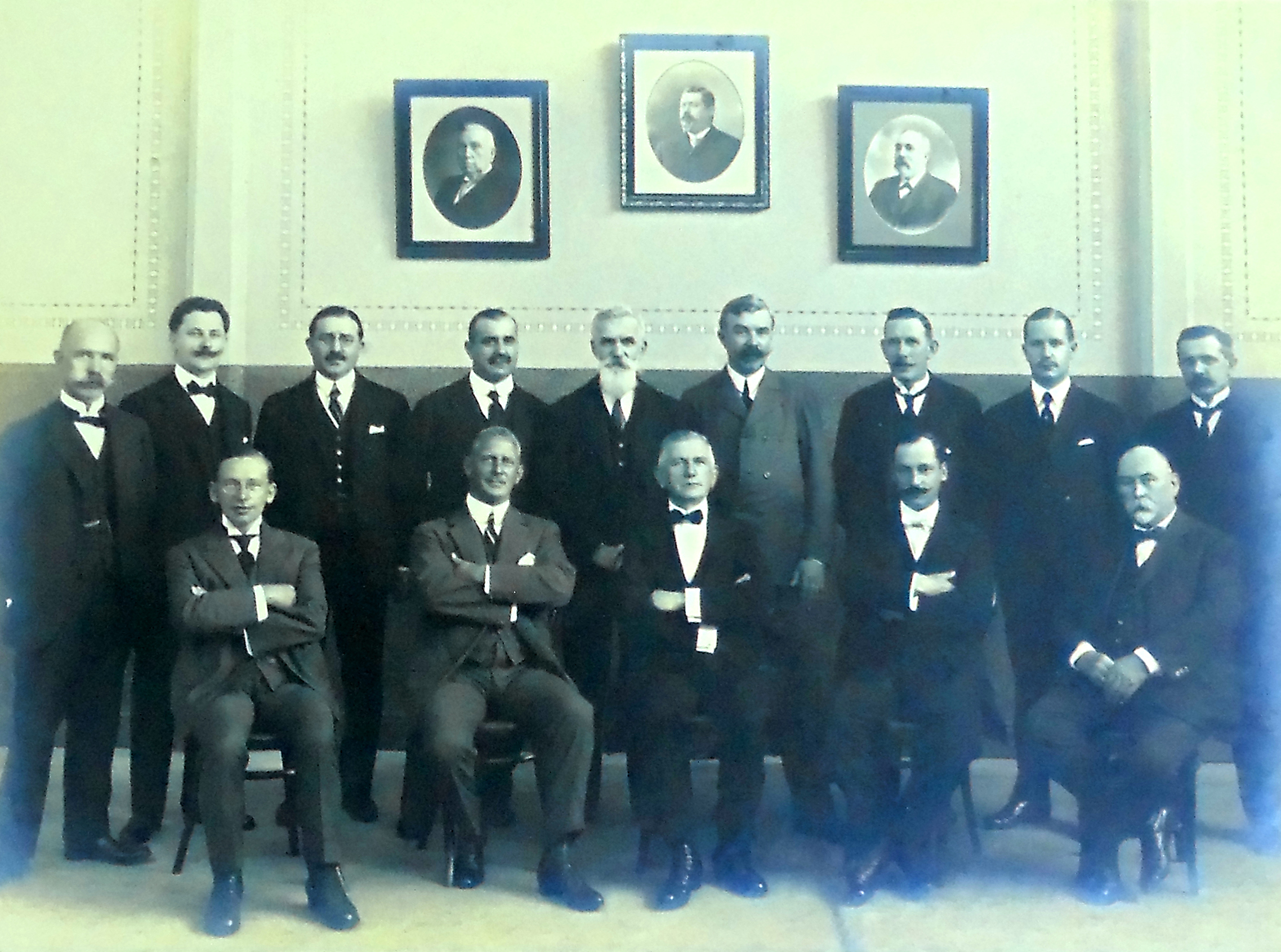
Comisión Directiva de la Cangallo Schule. Año 1918.

La escuela se enfrentó a dificultades financieras por lo cual los padres asociados realizaron esfuerzos para conseguir fondos, como las kermeses, teniendo lugar una de las primeras en 1912. Durante la Primera Guerra Mundial (1914-1918) se incrementaron las dificultades financieras.

#### Creación del Colegio Incorporado Burmeister
En 1931,la Germania Schule junto con la Cangallo Schule forman el Colegio Alemán Incorporado Burmeister a los efectos de que los alumnos puedan obtener el bachillerato (Hoss de le Comte, 1997).  

##### El nazismo y la Escuela Cangallo
Durante la década de 1930 en Argentina existía una numerosa comunidad alemana. Para el caso de las escuelas alemanas, se calcula que existían más de 200 en todo el país. Con la llegada al poder de Adolf Hitler y el nacional socialismo a Alemania en 1933, se comenzó una campaña por parte del gobierno alemán para "nazificar" a las escuelas alemanas, es decir, lograr que reformulen sus pautas educativas a los efectos de alinearse con el pensamiento propio del nacional socialismo. El primer hecho significativo fue un acto en la Escuela Goethe, en el cual se hizo presente el embajador alemán, von Thermann, que era un miembro de las SS. El acto tuvo connotaciones nazis y provocó la reacción de un grupo de padres de la Escuela Goethe, que se separaron y crearon la Escuela Pestalozzi, una escuela alemana antinazi. A esta primera resistencia a la penetración nazi se sumó la Deutsche Schule Buenos Aires o Cangallo Schule, que tomó la decisión de rechazar la bandera de la cruz gamada, el uso del saludo fascista de la mano derecha en alto y la adopción de contenidos nazis en la educación en diciembre de 1933. La comisión directiva de la Escuela Cangallo por unanimidad estableció los siguientes lineamientos: a) La Deutsche Schule Buenos Aires quedará fiel a sus tradiciones de libertad y repudia cualquier intento de unificación nazi. b) La Deutsche Schule Buenos Aires no introducirá en el colegio ni el saludo hitleriano ni la bandera de la cruz gamada. c) Tampoco utilizará libros de texto imbuidos con el espíritu nacional socialista. 
Otras pocas escuelas alemanas siguieron los primeros ejemplos de la Pestalozzi y la Cangallo Schule, mientras que una gran mayoría aceptó o no se pudo resistir a la influencia nazi. La Escuela Cangallo adquirió una identidad de escuela antinazi que mantiene hasta el día de hoy. A inicios de la década de 1930 la Cangallo Schule se asoció con la Goethe Schule y la Germania Schule a los efectos de crear un colegio secundario o de nivel medio, el Colegio Incorporado Burmeister (Asciutto,2022). 
Según Schnorbach (2005) la Escuela Cangallo era en 1933 la tercera escuela de origen alemán más importante de Argentina teniendo en cuenta la cantidad de alumnos: 465.  

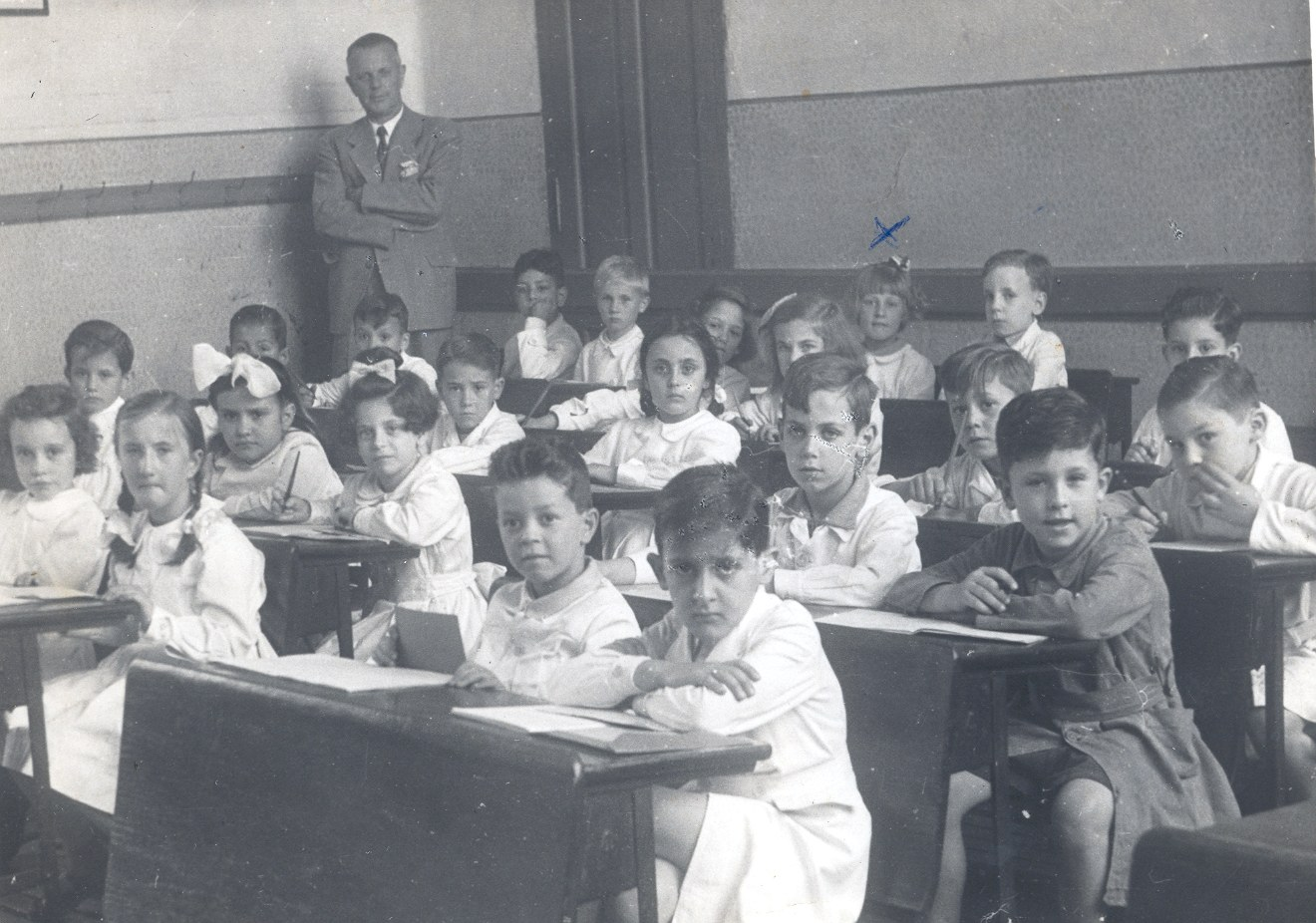
Año 1942. Una clase en la Cangallo Schule.

Entre los maestros que se destacaron en esos años de la década del 30 y 40 podemos mencionar a Erich Bunke y Martin Fenske. Erich Bunke fue el padre de la célebre guerrillera Tamara Bunke, quien fue alumna de la Cangallo Schule. Martin Fenske fue un maestro que trabajó en la Humboldt Schule, en el Colegio Pestalozzi, en la Cangallo Schule hasta su jubilación y fue además miembro fundador de la Escuela Alemana de Moreno en la década de los años 60. Erich Bunke fue maestro de educación física en la Cangallo Schule desde el año de 1936 hasta su retorno a la RDA  (República Democrática Alemana) en 1952. Hay una anécdota acerca de Erich Bunke que se relata en el documental  “Historia de Ita” por parte del inmigrante judío-austriaco Alfredo Bauer, quien ingresó a la Cangallo Schule en 1939 en calidad de alumno y solo estuvo un año en dicha institución educativa. Bauer comenta que un compañero había aprendido la frase en alemán: “Du bist ein Scheißjude” que se traduce como “sos un judío de mierda”. Bauer se agarró a las trompadas con el compañero que lo insultó y logró tirarlo por las escaleras a pesar del mayor tamaño del agresor.  En  ese momento interviene el profesor  Erich Bunke, el profesor prusiano. “¿Qué estás haciendo?  Le dijo Bunke al alumno Bauer.  El alumno agresor  espetó: “Es comunista porque yo le dije judío y me golpea”.  Bunke reprendió al agresor: “¿Cómo le decís eso?”. “No lo podés ofender así”. El alumno contestó en principio: “Usted también es comunista si defiende a los judíos” y finalmente  le dijo al profesor: “En Alemania a usted lo encerrarían en un campo de concentración”. La respuesta del profesor Bunke fue: “ahí yo ya estuve ahí, te podría contar cómo es eso”.  a pesar de la intervención del maestro Bunke el alumno Alfredo Bauer se pasó a la Pestalozzi Schule luego de este episodio (Asciutto, 2022). 

###### El fin de la guerra y la Escuela Cangallo
En marzo de 1945 Argentina le declaró la guerra a Alemania. Gran parte de las empresas alemanas y de las escuelas fueron expropiadas por el gobierno argentino. Muchas escuelas alemanas tuvieron que cerrar sus persianas. No fue el caso de la Cangallo Schule , de la escuela Pestalozzi o del Colegio Incorporado Burmeister. Sin embargo, fueron años difíciles para la Cangallo Schule por razones financieras , el descenso de la matrícula y las consecuencias de la guerra.  La Cangallo Schule estuvo a punto de disolver la asociación. Las dificultades  lentamente fueron superadas.   

###### Segunda mitad desigloXX

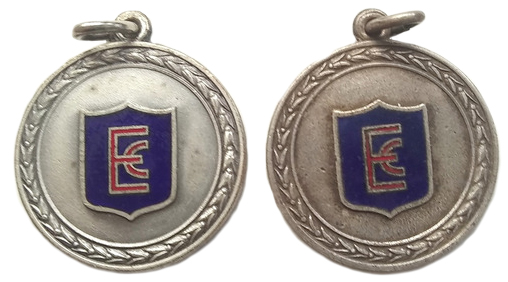
Medalla de la Escuela Cangallo. Circa 1968.

En 1959 la Cangallo Schule lanzó la sección secundaria, que se sumó al jardín preescolar y la sección primaria.  El colegio se recuperó de las difíciles décadas pasadas y continuó creciendo.  A mediados de  la década de 1970 la Escuela Cangallo se sumó al proyecto educativo nacional "Argentinos marchemos hacia la frontera" y se institucionalizaron proyectos de padrinazgo de escuelas de Misiones y Entre Ríos. La Cangallo Schule  durante los difíciles  años del Proceso de Reorganización Nacional (1976-1983)   se mantuvo al margen de la presión  militar: "Se puede agregar aquí que entre 1976 y 1983 nuestra escuela no prescindió de ningún docente por razones ideológicas, más allá de la presión que, en ese sentido, se ejercía desde los organismos oficiales. Además, se mantuvo el respeto por la libertad de cátedra y, durante esos oscuros años, fue un bastión donde docentes y alumnos expresaban libremente sus ideas". Uno de los docentes que más se destacó durante este periodo fue Juan Antonio Bustinza, autor de varios libros de historia que fueron prohibidos durante la dictadura militar. Bustinza fue posteriormente director general de la Escuela Cangallo entre marzo de 1986 y agosto de 1993 y rector de la sección secundaria entre  septiembre de 1984 y marzo de 1986 (Asciutto, 2022).  
Entre los directores generales de la escuela se encuentran Atilio Giacosa (1960-1962),Juan Antonio Bustinza (1986- 1993) y  Raúl de Titto   a partir del 2004 hasta su jubilación. Entre los rectores de la sección secundaria más conocidos y destacados se encuentra el historiador Gustavo Gabriel Levene (1959-1965).  

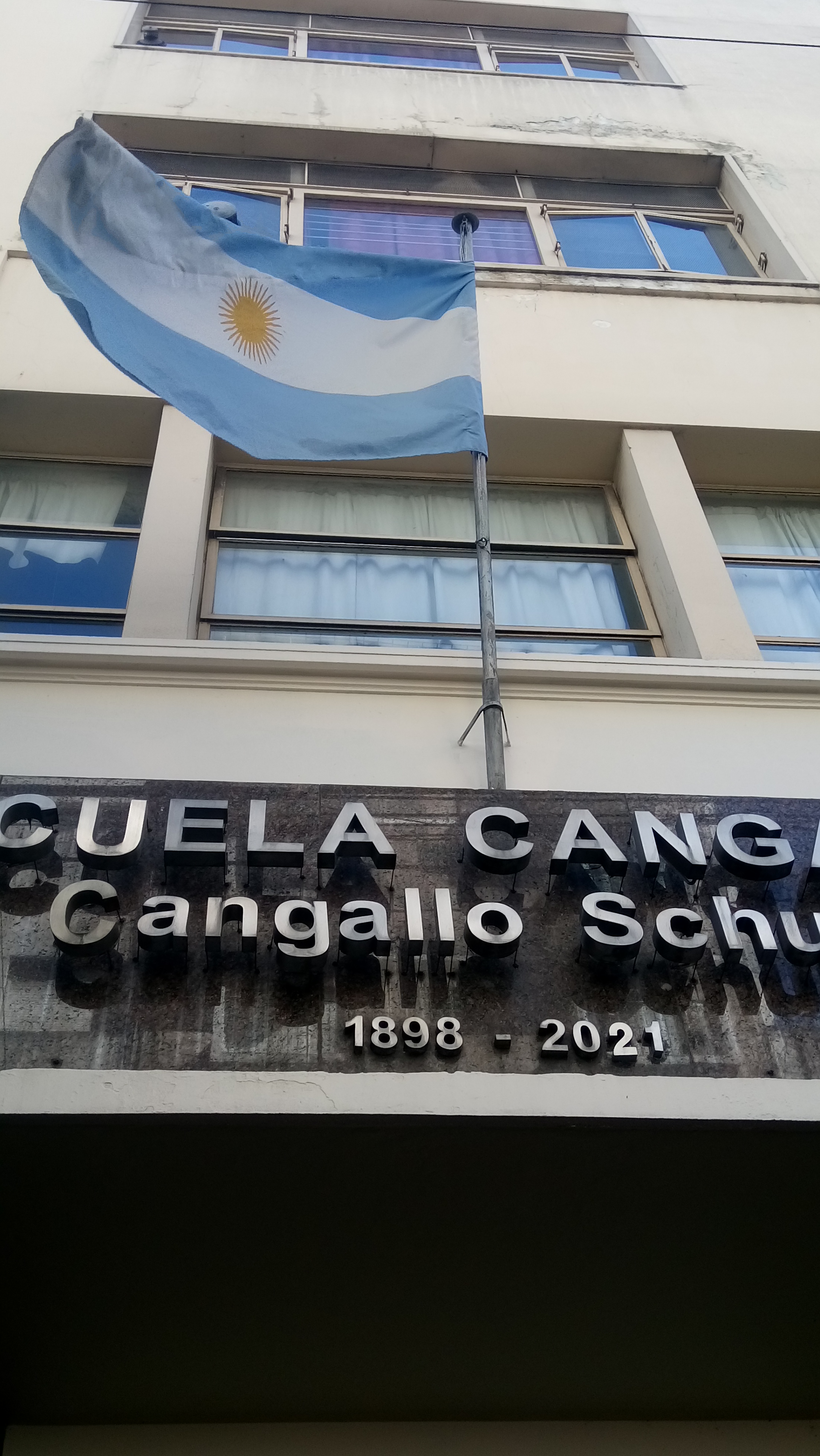
Frente de la Escuela Cangallo. Aproximadamente año 2022.

### SigloXXI
En la actualidad, la escuela Cangallo brinda educación en los tres niveles, preescolar, primaria y secundaria. Su alumnado es de unos 1.300 alumnos aproximadamente. La escuela forma parte de la Comunidad de Escuelas Argentino Alemanas o AGDS (Arbeitsgemeinschaft Deutscher Schulen in Argentinien) a partir del año 2003. Brinda educación en inglés y alemán. Posee cuatro bachilleratos: humanidades, informática, comunicación social  y economía/administración. Además, se destaca por la formación en deportes, especialmente el vóley, contando con un club deportivo que participa de certámenes como el Torneo METRO (todo el año, tiras de sub-12 a sub-21), Mini Voley a partir de tercer grado y Mayores Torneo METRO ambas ramas. Sus alumnos de cuarto año del nivel secundario realizan a en enero del año siguiente terminado el ciclo lectivo correspondiente, un viaje de estudios a Alemania.  Además  habitualmente los alumnos del nivel primario y secundario  visitan la histórica escuela rural alemana de Verónica, ubicada en dicha localidad de la provincia de Buenos Aires.  El periodista económico Tomás Bulat fue presidente de la asociación Cangallo Schule hasta su fallecimiento en 2015.   
En 2023 la Escuela Cangallo recibió un reconocimiento   por parte de la Legislatura de la ciudad de Buenos Aires cuando cumplió 125 años de historia. El homenaje fue una iniciativa del legislador Diego García de García  Vilas, exalumno de dicha escuela.

## Alumnos y docentes célebres
- Diego Peretti
- Rodolfo Kusch
- Haydee Bunke
- Erich Bunke
- Gustavo Gabriel Levene
- Juan Antonio Bustinza
- Carla Vizzotti
- Diego Kravetz
- Raúl de Titto
- Martin Fenske
- Germán Garavano
- Gabriel Levinas
- Alfredo Bauer
- Gustavo Fernando López
- Emilio J. Hardoy